# Radio W
Radio W – działająca w latach 1993–2006 lokalna rozgłośnia radiowa, która była skierowana głównie do słuchaczy mieszkających na terenie Włocławka.
Radio W oficjalnie rozpoczęło działalność 1 kwietnia 1993. Od początku istnienia wszelkie audycje były emitowane z nadajnika niewielkiej mocy na Zawiślu, osiedlu Włocławka położonym na prawym brzegu Wisły na częstotliwości 89,2 MHz (początkowo na 66,8 MHz). 9 stycznia 2006 roku Radio W zostało oficjalnie zastąpione przez Radio Gra Włocławek. 
Pierwszym redaktorem naczelnym został Sławomir Kukiełczyński. Długoletnim dyrektorem Radia W był Jerzy Polak. 